# Flainval
Flainval é uma comuna francesa na região administrativa de Grande Leste, no departamento de Meurthe-et-Moselle. Estende-se por uma área de 3,61 km². Em 2010 a comuna tinha 203 habitantes (densidade: 56,2 hab./km²).